# Prize Fighter
Prize Fighter est un jeu vidéo de boxe sorti en 1994 sur Mega-CD. Le jeu a été développé par Digital Pictures et édité par Sega.